# Morten Ramsland
 Der er for få eller ingen kildehenvisninger i denne artikel, hvilket er et problem. Du kan hjælpe ved at angive troværdige kilder til de påstande, som fremføres i artiklen.

Morten Ramsland (født 10. juni 1971 i Næsby ved Odense, Fyn) er en dansk forfatter.
Morten Ramsland blev student i 1991 fra Søndersø Gymnasium på Nordfyn og debuterede to år senere som forfatter med den roste digtsamling Når fuglene driver bort. I 1999 blev han cand.mag. i dansk og kunsthistorie fra Aarhus Universitet.
I 1998 fik han udgivet romanen Akaciedrømme, som ikke blev den store succes og året efter afsluttede han sit studie.
Det endelige gennembrud fik Ramsland i 2005 med slægtsromanen Hundehoved. Romanen følger en norsk familie og dens turbulente liv gennem det 20. århundrede. Romanen tog ham fem år at skrive og indbragte ham Boghandlernes gyldne Laurbær, Læsernes Bogpris samt P2 Romanprisen. Den er desuden blevet oversat til 13 sprog. Desuden er bogen på vej til at blive til en norsk tv-serie i 12 afsnit.
Ramsland har desuden udgivet ti billedbøger for børn.
I 2010 fik Morten Ramsland Danske Banks Litteraturpris på BogForum for sin selvbiografiske roman Sumobrødre.
Den delvist selvbiografiske roman Lyskabinettet fra 2018 handler om en drengs opvækst og vej fra barn til voksen mand, om seksualitet og parforhold, og om at lære sig selv at kende.